# Edhem Pacha
Edhem Pacha, né le 12 août 1844 à Constantinople ou en 1851 à Trabzon et mort le 17 décembre 1909 à Constantinople, est un militaire de l'armée ottomane. Il s'illustre dans un premier temps en 1877 lors du siège de Plevna, en tant que subordonné d'Osman Pacha. Il devient par la suite commandant principal de l'armée ottomane et parvient à vaincre les Grecs en Thessalie lors de la guerre gréco-turque de 1897 où il remporte la bataille de Pharsale (el) (5 mai) contre les Grecs qui, le même jour, subissent une défaite à Velestino (en). Le 19 mai, il remporte une victoire décisive à Domokos qui lui permet de s'emparer des villes de Larissa (Yenişehir) et Trikala (Tırhala) récupérées auparavant par les Grecs. Cependant, les États européens interviennent en faveur de la Grèce pour empêcher l'armée ottomane de continuer son avance en territoire grec.
Edhem Pacha reçoit le titre de Gazi (« Vainqueur »). Il meurt en 1909.